# Wael Gomaa
Wael Gomaa   (Al-Mahalla al-Kubra, 3 d'agost de 1975) és un exfutbolista egipci de la dècada de 2000.
Fou internacional amb la selecció d'Egipte.
Pel que fa a clubs, destacà a Al Ahly.